# Население на Намибия
Населението на Намибия според последното преброяване от 2011 г. е 2 113 077 души.

## Численост
Численост на населението според преброяванията през годините:
| Година | Численост |
| 1991   | 1 409 920 |
| 2001   | 1 830 330 |
| 2011   | 2 113 077 |

## Възрастова сткруктура
(2000)
- 0-14 години: 43% (мъже: 384 900 / жени: 375 282)
- 15-64 години: 53% (мъже: 468 942 / жени: 475 504)
- над 65 години: 4% (мъже: 28 905 / жени: 37 794)

(2003)
- 0-14 години: 42,5% (мъже: 414 559 / жени: 404 346)
- 15-64 години: 54% (мъже: 517 469 / жени: 522 549)
- над 65 години: 3,5% (мъже: 30 038 / жени: 38 486)

## Коефициент на плодовитост
- 2008-2.81
- 2003-4.71
- 2000-4.89

## Расов състав
Мнозинството от населението на Намибия са чернокожи (77,5 %), голям дял имат също белите (16 %) и цветнокожите (6,5 %).

## Етнически състав
Сред чернокожото население най-голям дял заема племето овамбо (50 %), следвани от каванго (9 %), хереро (7 %), дамара (7 %), нама (5 %), каприви (4 %), бушмени (3 %), тсвана (0,5 %), и др. Сред цветнокожите най-голям дял са бастерите (2 %).

## Религия
Доминираща религия в Намибия е християнството между 80% и 90%, като основният дял са лутерани (поне 50%). Около 10% до 20% от населението изповядва местни вярвания.

## Езици
Най-разпространен майчин език е овамбо (48 %), следван от нама (11 %), африканс (11 %), каванго (10 %), хереро (10 %), английски (1 %), и др. За около 60 % от белите майчин език е африканс, следват немски (32 %), английски (7 %) и португалски (1 %).
- Региони в които е разпространен овамбо
- Региони в които е разпространен нама
- Региони в които е разпространен африканс
- Региони в които е разпространен хереро
- Региони в които е разпространен каванго